# جيتار الحب (فلم)
جيتار الحب أو غيتار الحب هو فيلم دراما مصري - لبناني من إخراج محمد سلمان وبطولة صباح، جورجينا رزق، عمر خورشيد، أسعد رشدان وكيغام.

## نبذة
(سلوى) شابة فقيرة تبيع الذرة المشوية للزبائن علي إحدى شواطئ لبنان تقع في حب عازف جيتار تقابله بالصدفة، وفي ذات الوقت تبحث عن أمها وشقيقتها التي فقدتهما منذ كانت صغيرة، وتتوالى الأحداث بشكل يدفع في طريقها صدفًا عجيبة في كلتا قصتيها.

## إنتاج الفيلم
طلب المخرج محمد سلمان من صديقه فارس واكيم فكرة ليؤلف عليها فيلماً، فاقترح قصة حب تتنافس فيها امرأة مع ابنتها على حب رجل واحد، لكن واكيم فوجئ أولاً بظهور اسمه مؤلفاً للفيلم أسوة بمحمد سلمان رغم أنه قدم الفكرة فقط، فبرر له الأخير أن ذلك من الأمانة الأدبية. كذلك فقد فوجئ واكيم أن التنافس على الرجل تحول من امرأة وابنتها إلى تنافس بين أختين، وعزا سلمان ذلك إلى أن صباح رفضت أن تؤدي دور أم جورجينا رزق، على الرغم من أن جورجينا (المولودة عام 1953) أصغر بن هويدا ابنة صباح (المولودة عام 1952)،[بحاجة لمصدر] وقد ولدت صباح قبل هويدا ابنها الأكبر صباح شماس!

## وصلات خارجية
- مقالات تستعمل روابط فنية بلا صلة مع ويكي بيانات